# Belwinkel

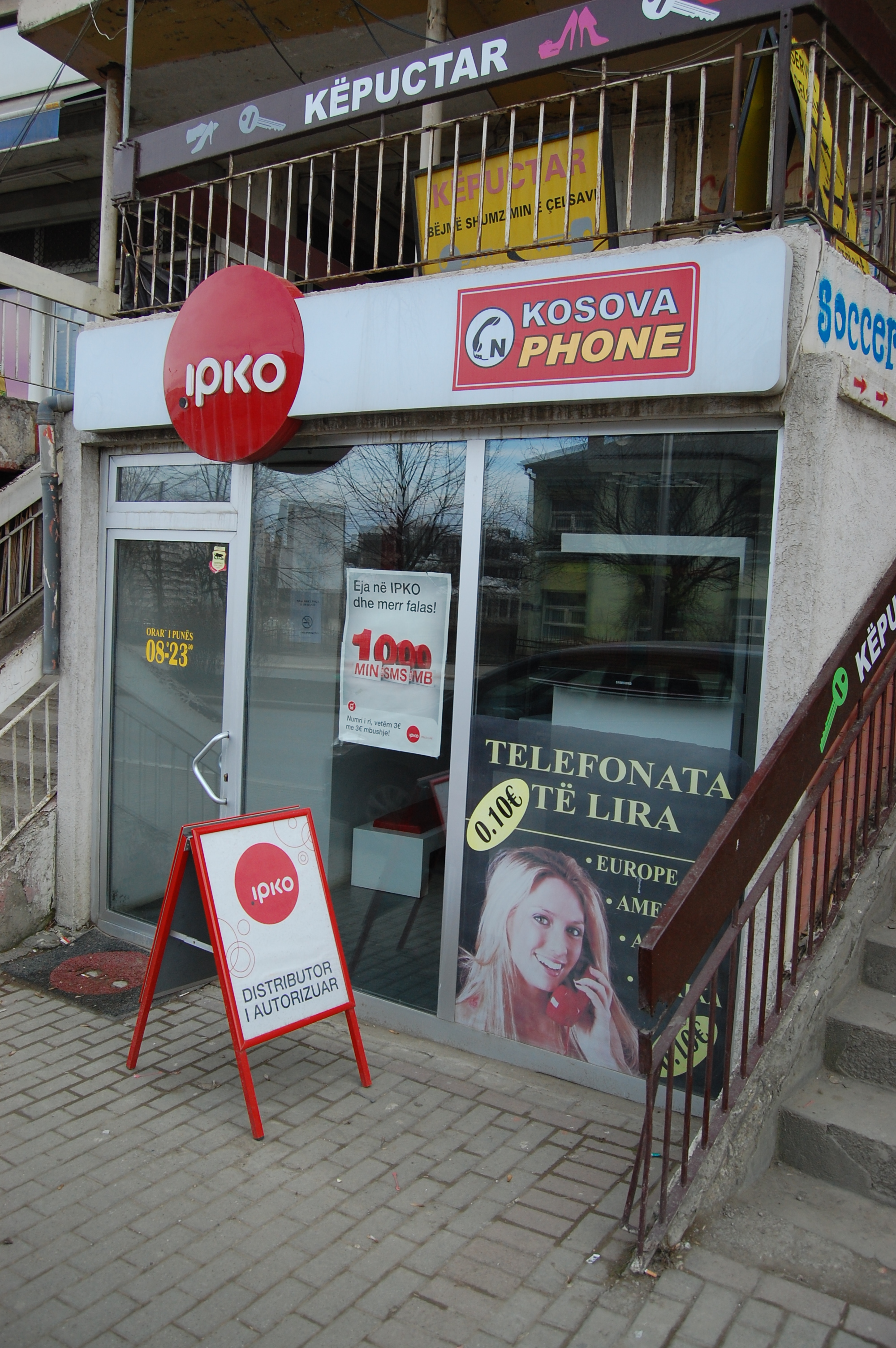
Een belwinkel in Kosovo

Een belwinkel is een winkel waarin men kan telefoneren, doorgaans met het buitenland. In veel belwinkels kan men ook internetten, deze functioneren dan ook als een internetcafé. Belwinkels vindt men in Nederland vaak in arme wijken in de grote steden en ze zijn vooral populair bij allochtonen.